# بيرينكو
بيرينكو هي شركة أنجلو فرنسية مستقلة للنفط والغاز مقرها الرئيسي في لندن وباريس وتجري أنشطة التنقيب والإنتاج في 16 من البلدان حول العالم (بحر الشمال، الكاميرون، الغابون، جمهورية الكونغو، جمهورية الكونغو الديمقراطية، غواتيمالا، الإكوادور، كولومبيا، بيرو، فنزويلا، البرازيل، بليز، تونس، مصر، تركيا، العراق، فيتنام).
تشارك الشركة في العمليات البرية والبحرية على حد سواء مع إنتاج يساوي ما يقرب من 450,000 برميل (72,000 م3) من النفط المكافئ يوميًا.

## روابط خارجية
- الموقع الرسمي
- موقع "وظائف"
- موقع "Perenco Peru"
- موقع "Perenco Guatemala"
- موقع "Perenco - جمهورية الكونغو الديمقراطية"
- موقع "Perenco Gabon"
- موقع "Perenco UK"